# Lesefund

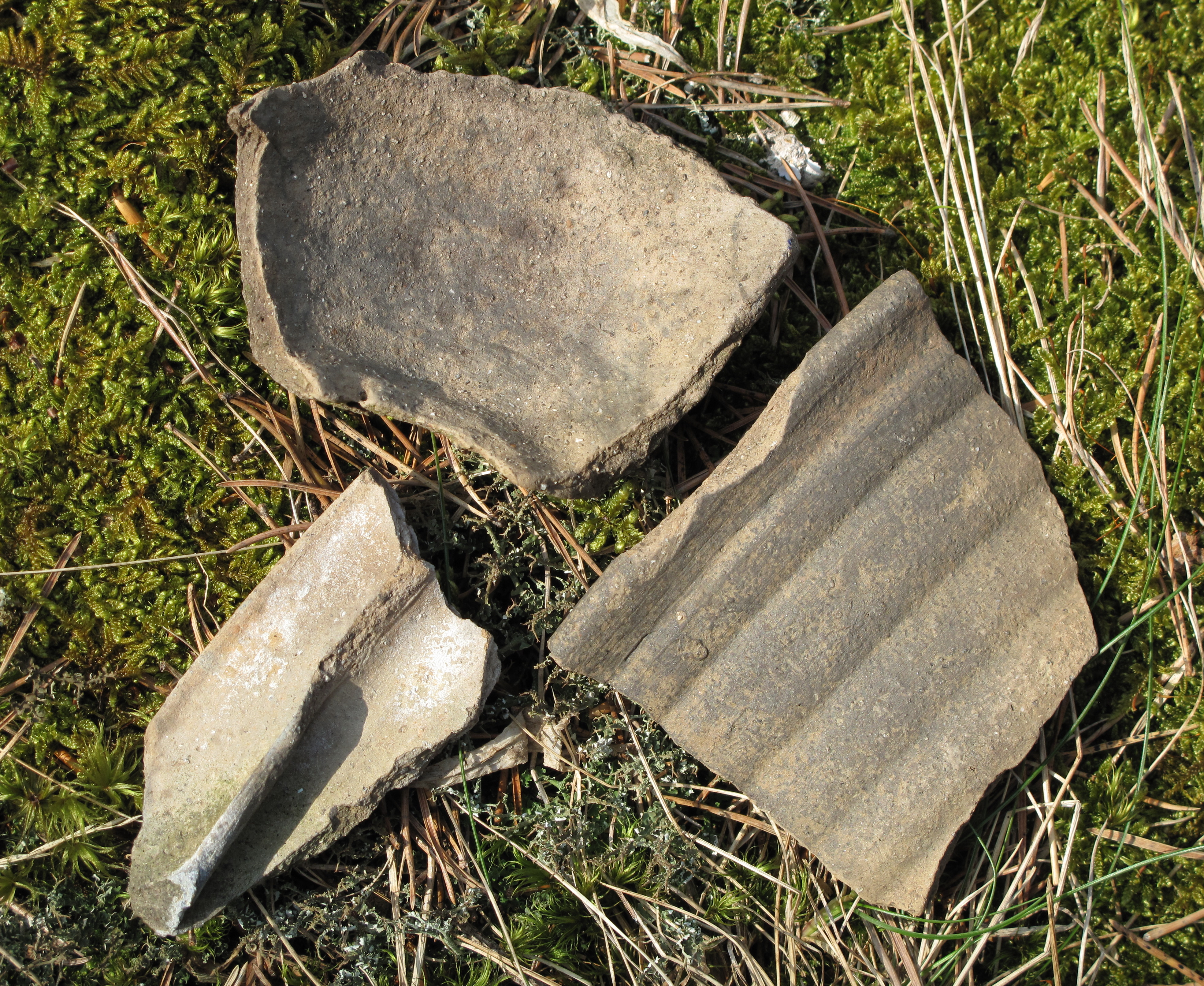
Keramikscherben von der Burg Falkenstein als Lesefunde

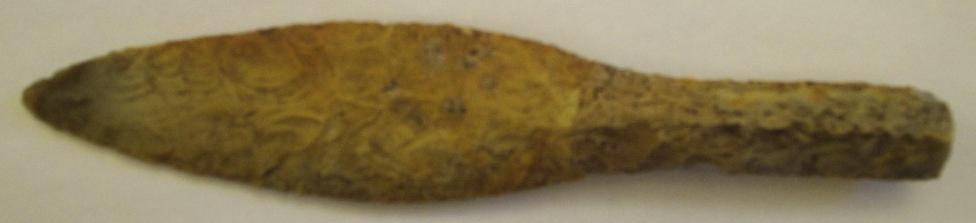
Fischschwanzdolch als Lesefund in Schonen

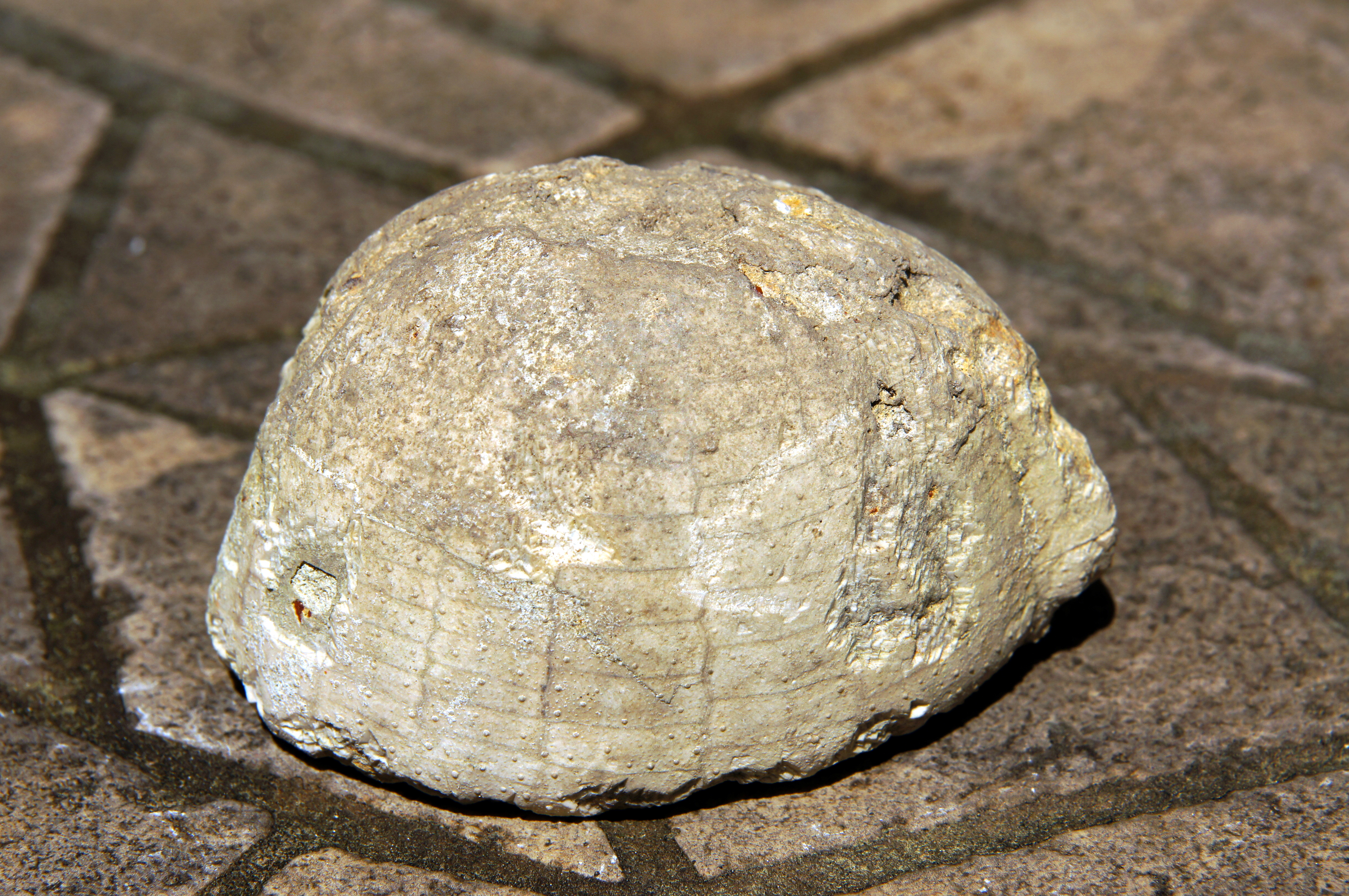
Fossiler Seeigel der Gattung Echinocorys, Lesefund aus den Baumbergen

Ein Lesefund ist ein archäologischer oder paläontologischer Fund, der ohne gezielte Grabungsarbeiten gemacht wurde. Abschläge, Münzen, Steinwerkzeuge, zerscherbte Keramik (Lesekeramik) sowie Fossilien sind oft Lesefunde, die durch Pflügen an die Oberfläche geholt wurden und vom Boden „aufgelesen“ werden. Archäologische Lesefunde sollten so gut wie möglich verortet (Nummer des Messtischblatts, Flurnamen, mit Hilfe des GPS ermittelte geographische Koordinaten) und an das zuständige Bodendenkmalamt gemeldet werden.

## Rechtslage (Beispiel NRW)
Die Rechtslage in Deutschland ist je nach Bundesland verschieden. In Nordrhein-Westfalen müssen vorgeschichtliche Lesefunde als bewegliche Bodendenkmäler angesprochen werden. Die Ansprache führt nach § 17 Schatzregal DSchG zu einem uneingeschränkten Übergang in das Eigentum des Landes.

## Rechtslage Dänemark
Danefæ (von altdänisch dán ‚tot‘ und fé ‚Vieh, Gut, Besitz‘) sind Gegenstände aus der Vergangenheit, einschließlich Münzen, die in Dänemark gefunden wurden und die niemand beanspruchen kann. Solche Gegenstände gehören dem Staat und müssen dem Nationalmuseum übergeben werden.